# Брестовац
Брестовац (на хърватски: Brestovac) е село и община в Източна Хърватия, част от Пожежко-славонска жупания.
Според преброяването от 2011 г. има 3726 жители, от които 91% хървати.